# Ralf Melzer

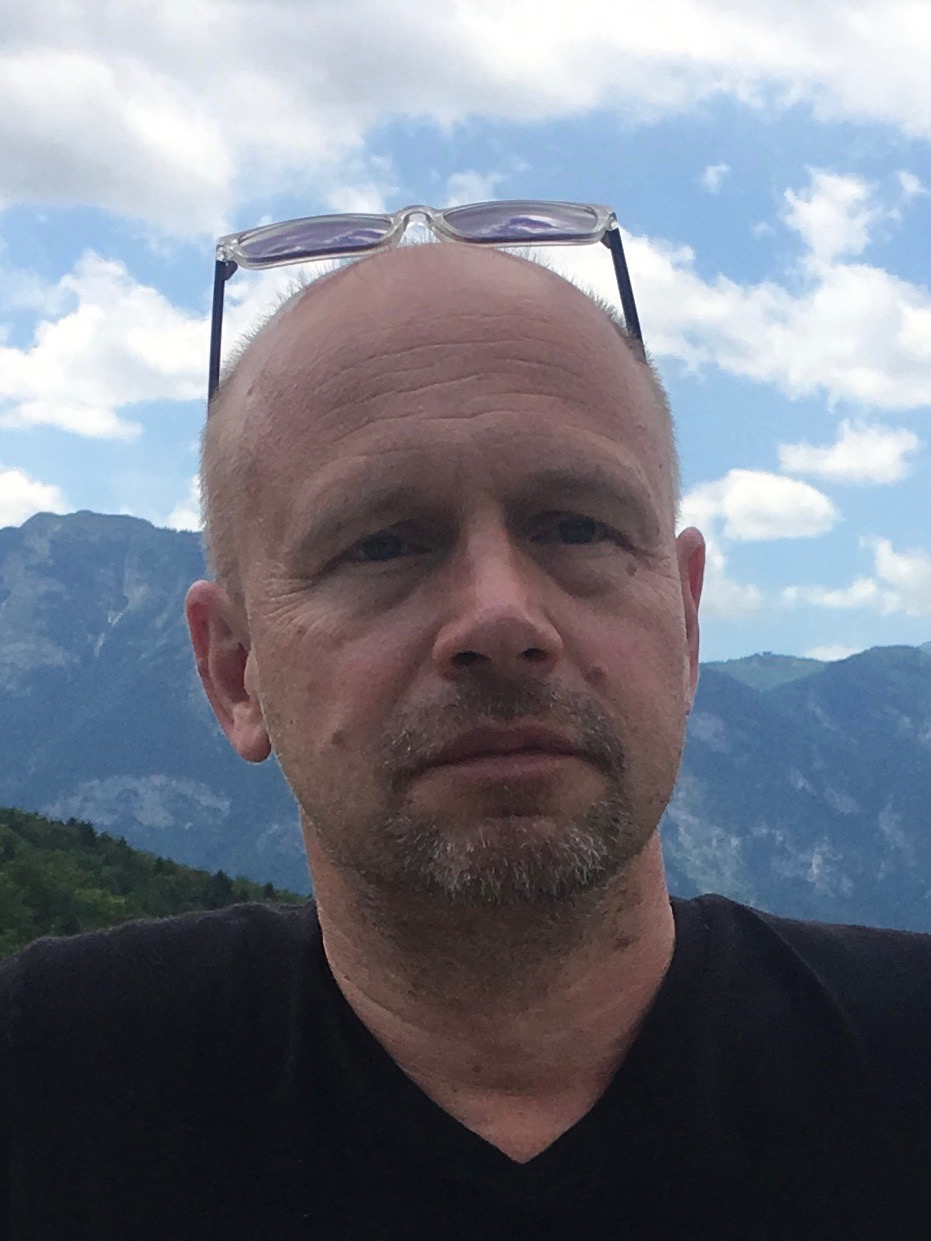
Ralf Melzer (2019)

Ralf Melzer (* 17. Februar 1967 in West-Berlin) ist ein deutscher Historiker, Publizist und Stiftungsmitarbeiter.

## Leben
Melzer besuchte das Beethoven-Gymnasium in Berlin-Lankwitz. Nach dem Abitur ging er zum Studium der Geschichte, Germanistik und Publizistik an die Freie Universität Berlin und promovierte dort anschließend als Stipendiat der Friedrich-Ebert-Stiftung (FES) in Neuerer Geschichte bei Wolfgang Wippermann mit einer Arbeit über Freimaurerei in Weimarer Republik und Nationalsozialismus. In dieser Zeit war er zudem Mitglied der DRAmateure, einer freien Theatergruppe, für die er auch Bühnentexte schrieb.
Nach der Promotion absolvierte er mit einem Post-Doc-Fellowship als Scholar-in-Residence einen Forschungsaufenthalt am Center for Advanced Holocaust Studies des United States Holocaust Memorial Museum (USHMM) in Washington, D.C.
Bis 2003 arbeitete Melzer freiberuflich als Historiker, u. a. für die deutsche Niederlassung der Survivors of the Shoah Visual History Foundation, und als Journalist für verschiedene Medien u. a. für die taz, die Berliner Seiten der FAZ und die Jüdische Allgemeine.
Seit 2004 ist Melzer in wechselnden Funktionen inner- und außerhalb Deutschlands als Mitarbeiter der Friedrich-Ebert-Stiftung tätig, darunter von 2009 bis 2011 als FES-Büroleiter in Tunesien. Die Revolution in Tunesien im Januar 2011 und die Ereignisse des sich anschließenden Arabischen Frühlings kommentierte er in verschiedenen Medien. Von 2012 bis 2016 leitete er den Arbeitsbereich „Gegen Rechtsextremismus“ der FES und war in dieser Eigenschaft Herausgeber von drei Mitte-Studien der Friedrich-Ebert-Stiftung. In dieser Zeit erschienen von ihm auch mehrere Beiträge als Gastautor auf SPIEGEL Online.
Von Juni 2020 bis September 2023 war Melzer Leiter des Regionalprojektes „Dialog Südosteuropa“ der FES mit Sitz in Sarajevo und Mitglied im Advisory Board des Regional Youth Cooperation Office (RYCO). In dem Online-Journal Internationale Politik und Gesellschaft (IPG) und in einem Interview für die Frankfurter Rundschau wies er im Zusammenhang mit politischen Spannungen in der Westbalkan-Region auf die Gefahren hin, die durch Ethno-Nationalismus und Diskussionen um mögliche neue Grenzziehungen drohten. Ebenfalls in der IPG warnte er vor den sicherheitspolitischen Risiken, die mit einer fortdauernden Nicht-Integration der Westbalkan-Staaten in die Europäische Union verbunden seien.
Seit September 2023 leitet Melzer das Büro der FES in Israel.
Melzer ist Mitglied im wissenschaftlichen Beirat der Zeitschrift für Internationale Freimaurerforschung (IF). Im November 2021 veröffentlichte er unter dem Titel Die Leere halten, die Schatten wirft eine Auswahl literarischer Texte.

## Schriften (Auswahl)
- Berlin im Wandel, Berlin 1994, ISBN 978-3-87776-238-7.
- Konflikt und Anpassung. Freimaurerei in der Weimarer Republik und im "Dritten Reich", Wien 1999, ISBN 3-7003-1245-8.
- In the Eye of a Hurricane: German Freemasonry in the Weimar Republic and the Third Reich, in: Freemasonry in Context. History, Ritual, Controversy (Scottish Rite Research Society) Lanham/Maryland 2004, S. 89–104, ISBN 0-7391-0781-X.
- Kambodscha 1975–2005: Weg durch die Nacht (Hrsg. mit Paul Pasch), Bonn (Friedrich-Ebert-Stiftung) 2005, ISBN 3-89892-363-0.
- Tunesien kann den demokratischen Wandel schaffen, aber ein Erfolg ist noch keineswegs gesichert, in: Internationale Politik und Gesellschaft (IPG), 4/2011, S. 18 ff., ISSN 0945-2419.
- Die Mitte im Umbruch. Rechtsextreme Einstellungen in Deutschland 2012 (Hrsg. für die Friedrich-Ebert-Stiftung), Bonn (Dietz-Verlag) 2012, ISBN 978-3-8012-0429-7.
- Menschenfeindlichkeit in Zeiten des Umbruchs. Zur neuen Studie der Friedrich-Ebert-Stiftung zu rechtsextremen Einstellungen in Deutschland, in: Neue Gesellschaft/Frankfurter Hefte, 12 | 2012, S. 15 ff., ISSN 0177-6738.
- Rechtsextremismus in Europa. Länderanalysen, Gegenstrategien und arbeitsmarktorientierte Ausstiegsarbeit (Hrsg. mit Sebastian Serafin für die Friedrich-Ebert-Stiftung, auch als englische Ausgabe), Berlin 2013, ISBN 978-3-86498-521-8.
- Between Conflict and Conformity: Freemasonry during the Weimar Republic and the „Third Reich“, Washington D.C. 2014, ISBN 978-1-63391-760-6.
- Fragile Mitte – Feindselige Zustände. Rechtsextreme Einstellungen in Deutschland 2014 (Hrsg. für die Friedrich-Ebert-Stiftung) Bonn (Dietz-Verlag), 2014, ISBN 978-3-8012-0458-7.
- Wut, Verachtung, Abwertung. Rechtspopulismus in Deutschland (Hrsg. mit Dietmar Molthagen für die Friedrich-Ebert-Stiftung), Bonn (Dietz-Verlag) 2015, ISBN 978-3-8012-0478-5.
- Europa und seine Feinde von rechts, in: Neue Gesellschaft/Frankfurter Hefte, 11 | 2015, S. 31 ff., ISSN 0177-6738.
- Gespaltene Mitte – Feindselige Zustände. Rechtsextreme Einstellungen in Deutschland 2016 (Hrsg. für die Friedrich-Ebert-Stiftung), Bonn (Dietz-Verlag) 2016, ISBN 978-3-8012-0488-4.
- Zur Diskussion: Demaskieren statt berücksichtigen. Zum Umgang mit Rechtspopulismus – eine Replik, in: Neue Gesellschaft/Frankfurter Hefte, 7/8 | 2016, S. 77 ff., ISSN 0177-6738.
- Rechtsextremismus, in: Helmut Reinalter (Hrsg.), Handbuch der Verschwörungstheorien, Leipzig 2018, S. 216 ff.; ISBN 978-3-96285-004-3.
- Die Dämonen des Balkan. Neue Grenzziehungen entlang völkischen Nationalismus auf dem westlichen Balkan? Schon die Debatte sorgt für Traumata, in: IPG, 22. April 2021, ISSN 2628-7587, https://www.ipg-journal.de/regionen/europa/artikel/ethnischer-nationalismus-balkan-5130/
- Die Leere halten, die Schatten wirft, Norderstedt 2021, ISBN 978-3-7557-3616-5 / als E-Book ISBN 978-3-7557-0366-2.
- Mehr als Folklore. Der Ukrainekrieg legt das Sicherheitsrisiko im Westbalkan offen, in: IPG, 8. Dezember 2022, ISSN 2628-7587, https://www.ipg-journal.de/regionen/europa/artikel/mehr-als-folklore-6376/